# Gradoje Miltjenović
Gradoje Miltjenović  (14. st.), pripadnik humske velikaške obitelji Sankovića, osnivač obitelji.
Sin je humskog župana Miltjena Draživojevića, gospodara Popova, Bosanskoga primorja i Slanoga u prvoj pol. 14. st., brat Sanka i Radače. Brat Sanko naslijedio je vodstvo obitelji od oca. 
Od 1371. do 1373. je u Gradojevu posjedu bio je gradić Nevesinje. Obnašao je dužnost župana. Imao je suprugu Gojsavu.
Pokopan je u obiteljskoj nekropoli u selu Biskupu kraj Zaborana, uz stećke i grobove Miltjena, Sanka, Radiča te supruge Gojsave.